# Memòria intermèdia de traducció anticipada
Una memòria intermèdia de traducció anticipada (de l'anglès translation lookaside buffer normalment usat l'acrònim TLB) és una memòria cau que s'utilitza per reduir el temps necessari per accedir en una ubicació de memòria d'usuari. És una part de la unitat de gestió de memòria (MMU) del xip. La TLB emmagatzema les traduccions recents de memòria virtual a memòria física. Una TLB pot residir entre la CPU i la seva memòria cau, entre la CPU i la memòria principal o entre els diferents nivells de la memòria cau multi-nivell. La majoria de processadors, siguin de sobretaula, portàtils, o de servidors, inclouen una o més TLB en la maquinària de gestió de memòria. Són, a més, gairebé sempre presents en qualsevol processador que utilitzi memòria virtual paginada o segmentada.